# あにき
『あにき』は1977年10月7日から1977年12月30日まで金曜ドラマの枠で放送されたTBSの連続テレビドラマ。高倉健のドラマ初主演作品（連続ドラマでの主演作は本作が最初で最後。

## あらすじ
東京の下町・人形町で鳶職の組頭として働く神山栄次と、その兄妹・家族の人間愛を描く。

## 製作
高倉健は東映から独立して間がなく、当時は映画で人気のあるスターは、テレビに出演しないのがまだ伝統として残り、テレビで出ると「落ちた」というイメージをもたれた。高倉は"テレビに出ない最後の大物"と評され、このため各テレビ局が高倉をテレビに引っ張り出そうと躍起になっていた。当時の高倉は『八甲田山』が1977年6月に公開されるまで、映画記者の間でも「高倉はどうしているのか」と囁かれるほど沈黙している状況で、『幸福の黄色いハンカチ』は本作と並行して撮影が行われていた。加東康一は1977年夏に書いたと見られる映画誌の高倉の記事で「話題作に続々出演する高倉が今年急浮上するのではないか」と書いている。
TBSの音楽プロデューサー渡辺正文が、1973年に東日貿易の久保正雄（久保満沙雄）社長を介してサミー・デイヴィスJr.と高倉と会食する機会を得て、音楽好きな高倉とウマが合い、渡辺も高倉に惚れ込んで諦めずにテレビ出演を口説き続けた。有名人は外で目立って遊べないことから、六本木の久保邸には高倉を始め、長嶋茂雄や張本勲、土井正三、白井貴子、江利チエミ、ディック・ミネら、多くの有名人が集まって麻雀をしたり、酒を飲んだりして遊んでいた。久保は部下の桐島正也とともに伊藤忠商事の瀬島龍三とタッグを組み、デヴィ・スカルノを使って、インドネシアの戦後補償を巡り、池田勇人首相とスカルノインドネシア大統領を繋いだ政商。
高倉は多くの映画人から「あなただけはテレビに出てほしくない」と言われ決断がなかなか出来なかったが、渡辺プロデューサーの熱意に負け、「ものによっては出てもいい」と返事をした。
渡辺はこれ以降、高倉と親しい間柄になったと見られ、1982年の『週刊平凡』で本作を振り返り「『あにき』をやることになって、さて誰に脚本を頼もうかって考えたんだけど、ケン坊の話によると倉本聰っていう男から来た手紙が山のようにたまっているというんだな。ケン坊の熱烈なファンで、映画を見るたびに感想を送ってくるっていうんだよ。ところがケン坊もボクも倉本聰なんて名前、そのころ知らなくてねえ。ハハハ…。局長に話したら『おいおい、そいつは脚本家の天皇みたいなやつだよ』なんていわれてビックリしたもんですよ。ハハハ。付き合ってみると分かるけど、ケン坊はデリケートな人間でね。『あにき』のときもえらく緊張していたねえ。『田中邦衛がいてくれたらやりやすいんだけどなあ』なんて言うんで、クニさんに共演を頼んだこともあったね。基本的にシャイな人だから、交際範囲はあまり広くないね。ボクだって、何かテーマがないと会いにくいくらいでね」などと述べている。

### 脚本
高倉は出演作の選定に慎重な人で、ドラマ出演を決めると誰の脚本がいいか、色んな人に聞いた。それで倉本聰が非常に優れた脚本家だという評判を聞いた。また倉本は以前から高倉の大ファンで、「あなたのドラマを書かせていただきたい」という手紙を貰っていた。手紙を貰っていた恩義もあり、意気に感じた高倉が倉本に連絡を取り、倉本がTBSの大山勝美プロデューサーを紹介し、その場で高倉が「お任せします」と返事した。大山は萬屋錦之介のテレビドラマを手掛けたことがあり、錦之介を兄貴分と慕う高倉は錦之介から大山のことも聞いていた。
渡辺は音楽プロデューサーながら「下町を舞台とした粋なテレビドラマをやってみたい」という構想をもっており、1973年頃から高倉、渡辺、倉本の3人で会って話をするようになった。健さんの映画でのイメージを崩さずに、なおかつテレビ的な映像にどう合わせるかという問題があり、失敗は許されない仕事で倉本は苦労して脚本を書いた。1975年頃から脚本に取りかかりかなりの時間を費やし、「東京下町のいなせなとび職の頭が、カリエスで病床に伏したままの妹を嫁がせるまでの物語を、迷い込んできた現代っ娘と交流を交えて描く」とコンセプトが決まった。『ロッキー』の兄妹をヒントに『駅 STATION』の原型のような話になった。
『あにき』は、倉本としては前年まで放送されていた『前略おふくろ様』につづく、東京下町を舞台にした作品であった。

### キャスティング
大山が「共演するなら誰とやりたいですか?」と高倉に聞いたら、高倉は倍賞千恵子と田中邦衛を挙げた。田中邦衛は高倉と仲が良く、収録中もよく話をしていたという。田中も高倉も普段から筋トレに励み、ハード過ぎて萩原健一が高倉と一緒に腹筋運動をやってゲロを吐いたというエピソードもある。他に大山が高倉を慕う大原麗子に出演を頼んだら大喜びで参加。大原が高倉の妹を、『八甲田山』で共演していた秋吉久美子にも声をかけ、現代っ娘役を秋吉が演じる。秋吉は1972年の田宮二郎主演のTBSドラマ『白い影』のオーディションを受けに来ていて落選したが、大山プロデューサーが稽古場にあまりにも目立つ可愛い子がいて声をかけた。秋吉は「マネージャーがアホだから落ちた」などと毒を吐きまくり、大山が「僕はこの番組のプロデューサーだよ」と言ったら普通はハッと立ち上がるか、急に態度が改まるものだが、秋吉は「あら、そうなの」と態度を変えず。『あにき』出演時には大人気女優になっていたが、大山が「一緒に仕事したい」とオファーを出した。高倉からリクエストされた二人以外の主要キャストは大山が全員決めた。

### 撮影
テレビドラマの「よーい スタート！」はブザーでやるが、高倉がブザーを嫌ったため、大山は初めて映画用カチンコを打った。
収録中に本物のヤクザがテレビ局のスタジオに何度か訪ねて来て、テレビドラマの収録にヤクザが陣中見舞いに来ることはないため、テレビのスタッフを驚かせた。子分を連れた代貸クラスが「健さんと顔見知りだから通せ」とうるさく、高倉は「ヤクザ映画をやってたから、その方面のファンが多くて困ってるんですよ」と言ったが、断り切れずスタジオに通すとゾロゾロと高倉に一人づつ握手し、寿司やコーヒーを差し入れした。彼らにとって高倉はアイドルだった。
現場では大原麗子がリーダー格で、秋吉久美子がいい過ぎたりすると「ダメよ。久美子ちゃん。そんなこと言っちゃ」と諫めた。東映時代から高倉と付き合いが長いことを秋吉も知っており、大原に一目置き、当時の秋吉の代名詞だったツッパリは見せなかった。秋吉といえば「子供は卵で産みたい」という伝説的な名文句でも知られるが、自分が日本一で、自分以外のものは認めないというツッパリから、回りが赤ちゃんばかりに贈り物をしたら「誰も私にお祝いくれないの！」と激怒したという笑い話もあり、大山は「やっぱり女優だなあ」と感心したという。
役は分からないが、岩城滉一がレギュラー出演していたが、収録が進んだときに覚醒剤取締法で逮捕されたため、すぐに降板させて代役を立てて撮り直しが行われた。当時の映画ではそのような不祥事で降板させられることはなかったため、高倉も即決に驚いていたという。

## 宣伝
今日でも映画やテレビドラマに出演する役者が同じ局のバラエティ番組などにPRに出まくることは一般的で、むしろそちらが自身のPRのメインのような状況にあるが、当時も一緒でテレビに出てPRに励むことが普通だったが、高倉はこれらを一切拒否。当時はバラエティ番組という言葉がないため、「演じた役と自分は別の人間。ワイドショーに出て、高倉健が高倉健を演じてると思われたくない」と雑誌等マスメディアの取材を一切受けなかった。

## 出演
- 神山栄次：高倉健
何代も亘り続く鳶職「神山組」の頭。妻と死別した後はずっと独身。妹思いで律儀な性格。
- 神山かい：大原麗子
栄次の妹。理髪店勤務。気は優しいがいまだ独身であり、栄次もこれに悩んでいる。
- 滝本桐子：倍賞千恵子（特別出演）
ごろの妹で居酒屋のおかみ。ごろ夫妻と同居。離婚歴あり。
- 岡村恵子：秋吉久美子
かつて栄次が世話になった旦那の一人娘で、やがて栄次も恵子のことが気になっていく。下町の人間関係というものはナンセンスと思っている。
- 中沢金太郎：田中邦衛
神山組の営業を取り仕切る。おっちょこちょいな所があるが、頼りにされている。
- 中沢冴子：春川ますみ
金太郎の妻。しっかり者で情にもろい。
- 加東松五郎：島田正吾
「人形町の頭」とよばれる神山組の長老。栄次も頭が上がらない存在。
- 加東きん：中村たつ
- 松井安全堂：大滝秀治
栄次とごろの幼友達ではり師。目が不自由。
- 石川梅吉：小鹿番
- 岩谷茂：岩尾正隆
- 伸子：伊佐山ひろ子
恵子の友人。
- 滝本ごろ、ナレーション：滝田ゆう（タイトル画も担当）
栄次の幼友達の漫画家。
- 滝本たか子：石井富子
ごろの妻。
- 清水文吉：小林稔侍
- 田代勇：阿藤快
- 梅田公次：青木卓
- 北村平吉：立川光貴
- 白井小太郎：北見治一
地上げ反対運動のリーダー。
- 甲田：織本順吉
地上げをたくらむ事業家。
- 甲田元子：野中マリ子
- 入江：下條正巳
- 黒田：北浦昭義
- 長吉：寺島達夫
- 高津：堀田真三
恵子のボーイフレンド。東京大学で英文学を研究している。妻子あり。
- 市川：隼信吉
- 矢部修一：吉田太門
桐子のボーイフレンド。玉川映画の助監督でポルノ映画の脚本を書く。
- 元岡村商会番頭：今西正男
- 坂口：坂田金太郎
- 坂口夫人：深谷みさお

（出典：）

### ゲスト
第一回
- 草野：日恵野晃
- 酒井：野口元夫
- 矢沢：中島元
- 岡村：山本武
- 岡村夫人：菅原チネ子
- 舎弟：今藤正人
- 床屋の客：和久井節緒
- 白井夫人：阿部光子
- 出版社社員：三浦伸六

第二回
- 浅野美子：弓恵子
- 恵子の友人：坂元寿美子
- 老夫婦：石島房太郎、原ひさ子

第三回
- 三枝：入江洋佑
- 光彦：橋爪功
- 信子：山本与志恵
- 芸者：坂井寿美江
- ボーイ：大江徹

第四回
- 草野しま：村瀬幸子
- 光彦：橋爪功
- 信子：山本与志恵
- 長沼：樋浦勉
- 長沼夫人：清水良英
- おかま：六本木吉野のママ

第五回
- 高島夫人：文野明子
- 栄次の妻（朝子）：清水まゆみ
- 田島荘介：下條アトム
- 郵便局員：司千四郎
- 技術者：伊藤健
- ボーイ：小林淳一

第六回
- 田島荘介：下條アトム
- スナックのママ：花形恵子
- スナックの客：平田守
- 記者：伊藤正次
- カメラマン：佐藤輝昭
- アパートの女：山川ひろの
- 事務員：樋口のり子
- 公衆電話の男：篠田薫

第七回
- 浪花町師匠：春風亭柳好
- 元岡村夫人の実家の番頭：林昭夫
- 木下看護婦：島田零子
- 病院の事務員：前沢保美

第八回
- 婦長：関弘子
- 木下看護婦：島田零子
- 病院の事務員：前沢保美
- ボクシングのコーチ：荒瀬寛樹

第九回
- 浜田政吉：佐野周二
江戸消防記念会・一区（浜町の）「総代」。松五郎のさらに兄貴筋にあたる。
- 三枝銀次：佐々木孝丸
- 婦長：関弘子
- 床屋の客：今村原兵
- 床屋の老職人：村野原造

第十回
- バーの女：宇乃壬麻
- 男：河原裕昌、内海賢二
- 酒場の女：和泉喜和子

第十一回
- 毛利：里木佐甫良
- 酒井：野口元夫
- 医者：勝田久
- 平吉の父：斉藤英雄
- 客：和久井節緒

第十二回
- ヒッピーの女：吉田日出子
- 平吉の父：斉藤英雄
- 刑事：奥野匡
- 前田三郎：加地健太郎
- 菓子屋の女の子：神保なおみ
- 桐子の元亭主：山中康司

最終回
- 毛利：里木佐甫良
- 高木：福山象三
- 吉田：陶隆司
- ボーイ：佐藤晴通

## スタッフ
- 脚本：倉本聰
- 音楽：村井邦彦
- 編曲：田辺信一
- ピアノ演奏：羽田健太郎
- 技術：白取靖弘
- 映像：名佐原昭雄、佐藤賢二郎
- 照明：久保田芳實、和田洋一
- 音声：白川善隆
- 美術製作：矢部清、芝田正
- 美術デザイン：高橋秀夫
- 音響効果：大鐘信厳
- カラー調整：浅利敏夫
- プロデューサー：大山勝美、渡辺正文
- 演出：井下靖央、大山勝美

## 放映リスト
| 回数             | 放送日         | 演出     | 視聴率 |
| ---------------- | -------------- | -------- | ------ |
| 第1回            | 1977年 10月7日 | 井下靖央 |        |
| 第2回            | 10月14日       | 井下靖央 |        |
| 第3回            | 10月21日       | 井下靖央 |        |
| 第4回            | 10月28日       | 大山勝美 |        |
| 第5回            | 11月4日        | 大山勝美 |        |
| 第6回            | 11月11日       | 井下靖央 |        |
| 第7回            | 11月18日       | 大山勝美 |        |
| 第8回            | 11月25日       | 井下靖央 |        |
| 第9回            | 12月2日        | 井下靖央 |        |
| 第10回           | 12月9日        | 大山勝美 |        |
| 第11回           | 12月16日       | 大山勝美 |        |
| 第12回           | 12月23日       | 井下靖央 |        |
| 第13回（最終回） | 12月30日       | 井下靖央 |        |